# Ozark Medieval Fortress

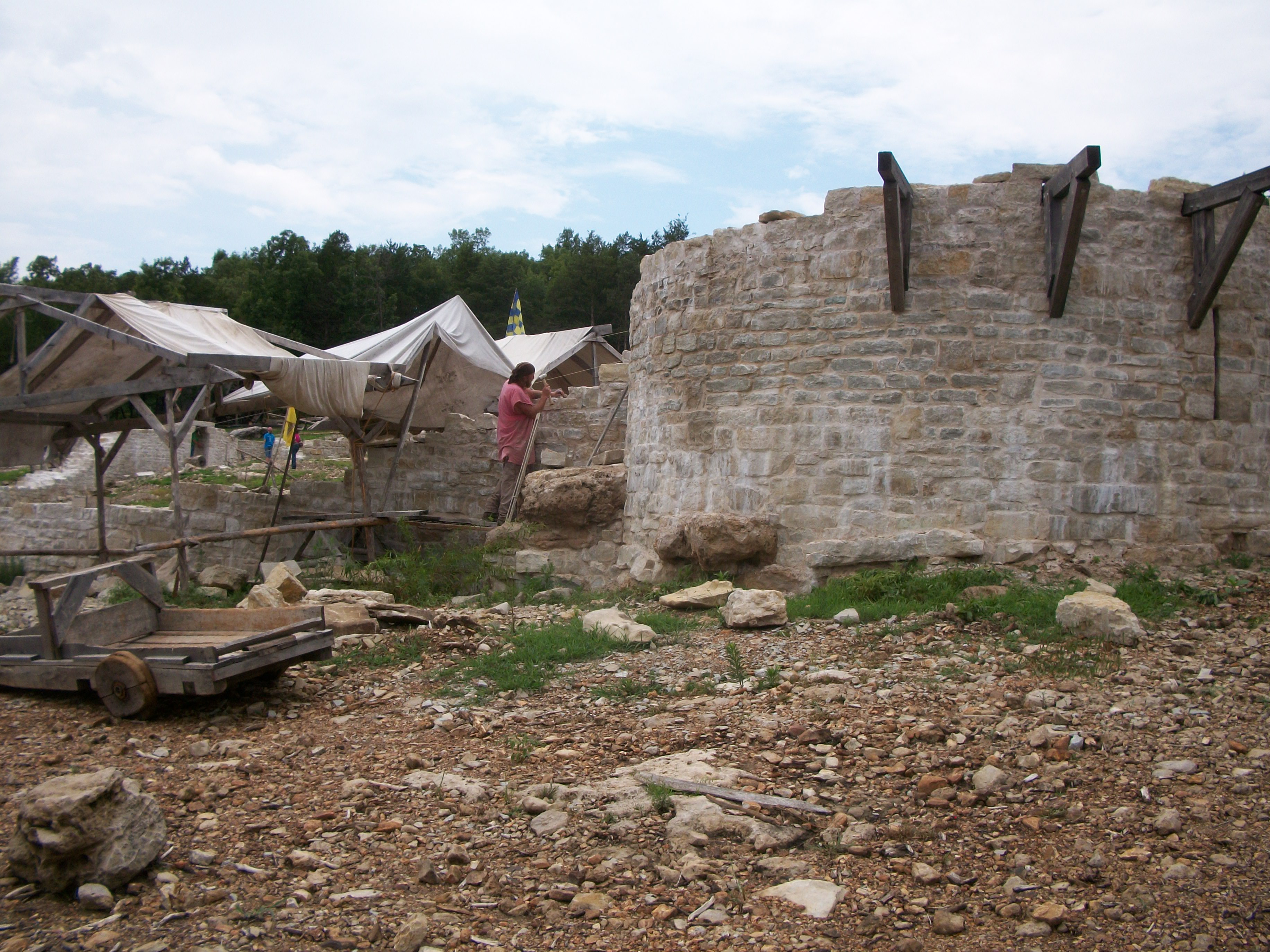
Bauzustand im Juli 2011

Ozark Medieval Fortress war ein Projekt zur originalgetreuen Errichtung einer Burg des 13. Jahrhunderts in Lead Hill, Arkansas in den Ozarks.
Baumaterialien und Bautechniken entsprachen dem historischen Stand. Baubeginn war 2009, die Fertigstellung sollte etwa zwanzig Jahre in Anspruch nehmen. Es handelte sich um ein Tochterprojekt von Guédelon in Frankreich, das ebenfalls unter der Leitung von Michel Guyot steht.
Ab Mai 2010 konnte das Bauvorhaben besichtigt werden, die Bauarbeiter traten in mittelalterlicher Tracht auf.
Im Januar 2012 wurde das Projekt aus finanziellen Gründen eingestellt, die Anlage geschlossen, und man suchte nach einem Käufer oder Investor.